# Libnotes (Paralibnotes) bidentata
Libnotes (Paralibnotes) bidentata is een tweevleugelige uit de familie steltmuggen (Limoniidae). De soort komt voor in het Australaziatisch gebied.